# 新アナライズド
新アナライズド（しんアナライズド）は、日経ラジオ社（ラジオNIKKEI）で放送されていたラジオ番組。

## 概要
ラジオNIKKEIの競馬実況アナウンサーが週替わりで担当する30分番組。
構成は担当するアナウンサーに任せられており、競馬（重賞レースについての話や馬券のコツなど）や趣味のトーク、ゲストを呼んでの共演、リスナーにメールや曲のリクエストを募集するなど、アナウンサーの個性が強く現れる番組となっている。
証券取引所が休場し、株式市況関連番組も休止となる祝日には、日中の時間帯に特別版が放送されることもある。

## 放送日

### 初回放送
- 毎週日曜日　22:30〜23:00

### 再放送
- 毎週月曜日　21:30〜22:00

## 出演者
- 佐藤泉 - 1981年、入社。競馬担当アナウンサーの勤務シフトの作成を手掛けている。
- 小林雅巳 - 1985年、入社。
- 木和田篤 - 1988年、入社。
- 檜川彰人 - 1990年、福岡放送から移籍。1999年、大阪支社へ異動。
- 中野雷太 - 1997年、入社。スポーツ情報部長兼任。
- 小塚歩 - 2005年、仙台放送から移籍。2011年〜2013年、大阪支社に在籍。
- 大関隼 - 2007年、入社。2014年〜2016年、大阪支社に在籍。
- 米田元気 - 2013年、福島テレビから移籍。2016年〜2019年、大阪支社へ在籍。
- 山本直 - 2013年、入社。2020年、大阪支社へ異動。
- 小屋敷彰吾 - 2017年、入社。

また、これら以外にも上記のアナウンサーがゲストを呼んで共演することもある。

## 関連番組
- 中央競馬実況中継

| スタブアイコン | サブスタブ | この項目は、まだ閲覧者の調べものの参照としては役立たない、ラジオ番組に関連した書きかけの項目です。この項目を加筆・訂正などしてくださる協力者を求めています（P:ラジオ/PJ:放送番組）。 |